# Champ Fleurs
Champ Fleurs es una localidad de Trinidad y Tobago, que forma parte de las regiones de San Juan-Laventille y Tunapuna-Piarco.

## Geografía
La localidad abarca parte de la isla Trinidad y limita al norte, sur y este con St. Joseph (localidad perteneciente a la región de Tunapuna-Piarco) y al oeste con Mount d'Or.

## Demografía
Datos demográficos de la localidad de Champ Fleurs:
| Gráfica de evolución demográfica de Champ Fleurs entre 2000 y 2011 |
|                                                                    |